# Валя-Плопулуй
Валя-Плопулуй (рум. Valea Plopului) — село у повіті Прахова в Румунії. Входить до складу комуни Посешть.
Село розташоване на відстані 95 км на північ від Бухареста, 40 км на північ від Плоєшті, 146 км на захід від Галаца, 58 км на південний схід від Брашова.

## Населення
За даними перепису населення 2002 року у селі проживала 671 особа, усі — румуни. Усі жителі села рідною мовою назвали румунську.